# Hans-Inge Sjögren
Hans-Inge Sjögren, född 16 juli 1939 i Falkenberg, är en svensk politiker (socialdemokratisk). Han var kommunstyrelsens ordförande (kommunalråd) i Falkenbergs kommun 1995–1998.